# 大卫·西曼
大卫·安德鲁·西曼（David Andrew Seaman，MBE，1963年9月19日—），出生於洛達咸，前英格蘭足球運動員，位置为門將，職業生涯曾效力多個足球會，尤其是於職業生涯最高峰的阿森纳，以及退休前最後一間球會的曼城。由於肩膀受傷，他決定由2004年1月13日起退出足球界。另外，他於1997年獲授MBE，表揚他於體育界的貢獻。
西曼的生涯頂峰是於20世紀1990年代及21世紀初於阿森纳及英格蘭的時期，期間阿森纳获得了3屆英超联赛冠军（1991年、1998年、2002年），4屆英格蘭足總盃（1993年、1998年、2002年、2003年），1屆英格蘭聯賽盃及1屆欧洲优胜者杯（1994年）。他曾随英格蘭隊參加了1998年和2002年世界盃，以及1996年和2000年歐洲國家盃。在英格兰足球代表队中上陣的守門員時期，共上陣了75次，历史上與並列第二，仅次于传奇门将。2002年世界盃的8強賽事，由於施文的失誤，被於前場右側35米處，右腳自由球吊後角直接破門。 使得英格蘭遭到淘汰，而施文亦被國民指責。

## 職業生涯

### 早年生活
施文於英國洛達咸出生並於Kimberworth Comprehensive School讀書。 然後，施文開始其於列斯聯的生涯，可是他並沒有得到當時球隊的領隊Eddie Gray賞識。於是，施文便4,000英鎊的轉會費轉至丁組联赛的并开始成名。2年後，1984年10月，乙組联赛球隊伯明翰支付10萬英鎊轉會費，羅致了西曼。當季，伯明翰成功升級至甲組，可惜1季後被降回乙組，但西曼並沒有隨隊降回乙組。
1986年8月，其次子出世後1個月，西曼以22.5萬英鎊轉會至，並第1次於1988年11月對的賽事中為英格蘭國家足球隊上陣。

### 阿仙奴時期(1990-2003)
1990年，转会市场临近关闭时，1989年的联赛冠军阿森纳希望把西曼带回海布里球场，但对方的条件是希望借用阿森纳的门将，但约翰·盧杰不愿前往昆士柏流浪效力，致使交易告吹。
球季完结后，阿森纳领队希望再次罗致西曼，并报出了打破英格兰守门员纪录的130万英鎊转会费，最终把西曼带到了阿森纳。
開始他在阿森纳的舞台前，选择了西曼作为1990年世界杯英格蘭國家隊的三号门将，但因为受伤而无缘参加比赛。而在球会的比赛中，西曼在38场的联赛中只是失掉18球，刷新了英格兰的纪录。但是在1992年欧洲国家盃中，英格兰领队卻放棄了施文，拒绝把他列入大軍名單。
西曼協助阿森纳於1993年贏得了足總盃及聯賽盃，還有。在奪得歐洲盃賽冠軍盃前，新任英格蘭國家足球隊領隊把西曼推上了國家一號守門員的位置上，成為英格蘭隊的必然成員，直至2002年。1995年，阿森纳把格拉咸開除後，再次打入歐洲盃賽冠軍盃。在四強戰对垒时，西曼勇扑了一个点球，使阿森纳挺进了决赛。但是阿森纳却在决赛中加时賽后不敌萨拉戈萨，无缘卫冕。
1996年8月，成为阿森纳领队后，支持西曼继续替阿森纳把关。1998年，西曼协助阿森纳取得第一个英格蘭超級足球聯賽冠军和足总盃冠军，成为双冠王。西曼入选了1998年世界盃，但是於16强点球大战中不敌阿根廷，无缘8强。
1998-1999年的超級聯賽中，再次刷新球會失球紀錄，仅失17球，但阿森纳於超級聯賽和足總盃均屈居於曼聯之後，成為雙亞王。2000年，阿森纳挺進了的決賽，可惜於點球大戰中不敵對手加拉塔沙雷。2000年歐洲國家盃，西曼於小組賽第三戰對羅馬尼亞前的熱身中受傷，後備登場的表現糟糕，英格蘭再次黯然出局。
2002年，阿森纳奪得超級聯賽冠軍和足總盃冠軍，再次成為雙冠王。英格兰國家足球队主帅也把他召進英格兰足球代表队，作為2002年世界盃的正選門將。施文在晉級過程中一路保持良好表現。但是他卻於8強戰中被的一球自由球攻破大门，令英格蘭以2-1落敗。施文更成為千古罪人，受到國民的指責。
英格蘭隊出局后，西曼的一号守门员位置开始动摇。 后来，艾歷臣以代替西曼出任英格兰一号守门员。但是阿森纳仍然投他信任一票。在2003年，於千禧球場舉行的足總盃決賽中以1-0擊敗，這亦是施文加盟阿仙奴後的第八個主要錦標。不過賽後，他把隊長臂章交給，便離開了阿森纳。

### 曼城時期
2003年6月，西曼以自由身份加盟曼城，並成為著名領隊基冈的手下。但是他在曼城的生涯並不長，施文經歷一次頗嚴重的受傷。就算傷癒後，施文亦不再是領隊的頭號選擇。最後，施文於2004年1月宣佈由於肩傷的問題，黯然退休。

## 退休後生活
施文的鏡頭前魅力非凡，因此，在退休以前已出現於不少的清談節目及體育節目。當施文還是足球員時，他曾經於英國廣播公司的一個關於1996年歐洲國家盃的電影中客串演出。另外，他亦曾經在1990年代初作為約克茶(Yorkshire Tea)的代言人。
施文亦曾經取代加利·連尼加作為電視問答節目They Think It's All Over的主持，後來主持一職改由其阿仙奴前隊友伊恩胡禮擔任。
2004年12月，在其足球生涯完結後，他成為一個舞蹈節目Strictly Ice Dancing (形式與舞動奇跡相似) 的參加者，與一眾專業舞蹈員一起跳舞，並進行比賽。施文只有8天的時間準備比賽，可是其他選手卻有一個月的時間準備。比賽於12月26日於英國廣播公司第一台播放，施文與其拍檔Zoia Birmingham聯手勝出比賽，確實令人始料未及。
在2005年末，他在慈善節目中，把他的標誌，馬尾辮剪去，令人驚嘆，他的行為亦成為社會茶餘飯後的話題。
施文亦曾經推出2套關於其足球生涯的DVD，包括2003年的發售的「施文的守門惡夢」和2004年推出的「天呀!守門員」，而且銷量不俗。

## 統計
| 球季        | 球會       | 聯賽 | 上陣 | 入球 |
| ----------- | ---------- | ---- | ---- | ---- |
| 1982-1983年 | 彼德堡     | 丁組 | 38   | 0    |
| 1983-1984年 | 彼德堡     | 丁組 | 45   | 0    |
| 1984-1985年 | 彼德堡     | 丁組 | 8    | 0    |
| 1984-1985年 | 伯明翰     | 乙組 | 33   | 0    |
| 1985-1986年 | 伯明翰     | 甲組 | 42   | 0    |
| 1986-1987年 | 昆士柏流浪 | 甲組 | 41   | 0    |
| 1987-1988年 | 昆士柏流浪 | 甲組 | 32   | 0    |
| 1988-1989年 | 昆士柏流浪 | 甲組 | 35   | 0    |
| 1989-1990年 | 昆士柏流浪 | 甲組 | 33   | 0    |
| 1990-1991年 | 阿森纳     | 甲組 | 38   | 0    |
| 1991-1992年 | 阿森纳     | 甲組 | 42   | 0    |
| 1992-1993年 | 阿森纳     | 英超 | 39   | 0    |
| 1993-1994年 | 阿森纳     | 英超 | 39   | 0    |
| 1994-1995年 | 阿森纳     | 英超 | 31   | 0    |
| 1995-1996年 | 阿森纳     | 英超 | 38   | 0    |
| 1996-1997年 | 阿森纳     | 英超 | 22   | 0    |
| 1997-1998年 | 阿森纳     | 英超 | 31   | 0    |
| 1998-1999年 | 阿森纳     | 英超 | 32   | 0    |
| 1999-2000年 | 阿森纳     | 英超 | 24   | 0    |
| 2000-2001年 | 阿森纳     | 英超 | 24   | 0    |
| 2001-2002年 | 阿森纳     | 英超 | 17   | 0    |
| 2002-2003年 | 阿森纳     | 英超 | 28   | 0    |
| 2003-2004年 | 曼城       | 英超 | 19   | 0    |
|             | 總計       |      | 731  | 0    |

英格蘭
- 上陣：75場
  - 首次代表國家隊：對 1-1 1988年11月16日
  - 最後代表國家隊：對馬其頓   2-2 2002年10月16日
- 英格蘭B隊上陣6場
- 英格蘭U-21代表隊10場

## 榮譽
- 世界盃
  - 上陣: 1998年, 2002年
  - 未曾上陣: 1990年
- 英格蘭足球甲級聯賽*/英格蘭足球超級聯賽冠軍: 3次(1991年, 1998年, 2002年)
- 英格蘭足總盃: 4次(1993年, 1998年, 2002年, 2003年)
- 英格蘭聯賽盃: 1次(1993年)
- : 1次(1994年)

(*英格蘭最高级别聯賽)

## 外部連結
- 施文的圖片 （页面存档备份，存于） at sporting-heroes.net
- 統計 at soccerbase.com
- 人物檔案 （页面存档备份，存于）
- David Seaman at IMDb （页面存档备份，存于）